# وزارة المالية (قطر)
وزارة المالية هي الوزارة المسؤولة عن إدارة المالية العامة في دولة قطر.

## الوزراء
- الشيخ خليفة بن حمد آل ثاني 1960-1972
- الشيخ عبد العزيز بن خليفة آل ثاني 1972-1992
- عبدالله بن حمد العطية ، 1992-1995
- الشيخ محمد بن خليفة آل ثاني، 1995-1998
- يوسف حسين كمال العمادي ، 1998-2013
- علي شريف العمادي، 2013- 2021